# Fredrik Skagen
Fredrik Skagen (født 30. december 1936 i Trondheim, død 20. juni 2017) var norsk kriminal- og børnebogs forfatter og har ernæret sig som universitetsbibliotekar.
Fredrik Skagen påbegyndte sit forfatterskab i 1968.